# Lerista punctatovittata
Lerista punctatovittata — вид сцинкоподібних ящірок родини сцинкових (Scincidae). Ендемік Австралії.

## Поширення і екологія
Lerista punctatovittata мешкають на південному сході Південної Австралії, на північному заході Вікторії, у внутрішніх районах Нового Південного Уельсу та на півдні Квінсленду. Вони живуть в піщаних пустелях і напівпустелях, в сухих склерофітних лісах, в чагарникових заростях мульги і маллі, в саванах і рідколіссях. Ведуть нічний, риючий спосіб життя. Живляться мурахами, термітами та іншими дрібними комахами.